# Salvador Romero
Salvador Romero Ballivián, né le 29 avril 1971 à La Paz , Bolivie , est un haut fonctionnaire, sociologue politique, chercheur et écrivain bolivien qui, du 20 décembre 2019 au 29 avril 2021, a été président du Tribunal suprême électoral de Bolivie. Il a précédemment occupé le même poste entre 2004 et 2008 et est revenu à ce poste en 2019 sous l'administration de la présidente Jeanine Añez d'abord, puis du président Luis Arce à partir de novembre 2020.

## Formation
Il a obtenu les baccalauréats français et bolivien au lycée franco-bolivien de La Paz (1989).
Il a fait ses études universitaires à Sciences Po Paris, où il a obtenu le Diplôme (1993), le Diplôme d'Études Approfondies (1994) et le doctorat en sociologie politique (2002). Sa thèse fut dirigée par Pascal Perrineau, directeur du Centre des Recherches Politiques de Sciences Po Paris.

## Carrière professionnelle
À son retour en Bolivie, avec deux tiers des voix, le Congrès l'a élu membre du Tribunal électoral départemental de La Paz - chambre provinciale (1995 - 1998), institution dont il a été vice-président. Durant cette période, il a organisé les élections municipales de 1995 et l'élection présidentielle de 1997.
Il a été coordinateur national de Fundemos, une fondation soutenue par l'Allemagne et destinée à la formation et à la recherche, et rédacteur en chef de Opiniones y Análisis (1998). La série Opiniones y Análisis a atteint cent numéros, a présenté des contributions des principaux chercheurs politiques de Bolivie et a été considérée à l'étranger comme une "source très importante pour le suivi et l'analyse des processus électoraux"
Entre 1999 et 2001, il a travaillé comme consultant et chercheur pour des institutions publiques, des organisations internationales et des entreprises privées. Entre 2001 et 2002, il a dirigé une des équipes gagnantes de la III Convocatoria de investigadores jóvenes del Programa de Investigaciones Estratégicas de Bolivia (PIEB) avec un programme d'étude sur la socialisation et le comportement politique des élites. En 2003, il a été coordinateur académique du Diplomado organisé par l'Universidad Andina et le Tribunal National Electoral (CNE).
En 2004, le gouvernement de Carlos Mesa l'a nommé Vocal de la CNE par le pouvoir exécutif ; il a occupé les fonctions de vice-président et de président. Il a exercé un mandat de quatre ans (2004 - 2008) dans une période de forte polarisation sociale et politique, avec de nombreux processus électoraux : le référendum sur la politique énergétique (2004), l'élection municipale de 2004, l'élection présidentielle de 2005 avec la première élection des préfets, l'élection de l'Assemblée constituante et le référendum sur les autonomies départementales, le premier d'initiative populaire (2006). Les processus ont été reconnus pour leur impartialité et leur transparence. Ainsi, l'Organisation des États américains a déclaré dans son évaluation du processus de 2006 : "Même dans les moments les plus compliqués, les campagnes électorales boliviennes se déroulent sans problèmes majeurs, les Boliviens se rendent aux urnes de manière ordonnée et personne ne doute de la crédibilité et de la légitimité des résultats électoraux. Il faut reconnaître que le mérite de cette situation revient en grande partie au fait que le pays dispose d'un organe électoral prestigieux, efficace et impartial". À la même occasion, la Mission de l'Union européenne a déclaré : "Il est extraordinaire de voir comment les autorités électorales aux différents niveaux ont pu respecter les délais fixés par le Code électoral".De manière générale, la plupart des acteurs politiques s'accordent à dire que depuis 1991, l'administration électorale a relativement bien fonctionné. D'après un sondage d'opinion dans lequel les Boliviens ont classé les institutions en fonction de leur crédibilité, la CNE est arrivé en deuxième position après l'Église catholique. Publiée le 28 mai 2006, l'enquête, réalisée par Apoyo, a montré que 80 % des personnes ont exprimé leur approbation du CNE".
En 2008, il a dirigé une recherche sur les élites en Bolivie dans le cadre d'un projet régional de l'Université de Sao Paulo, et en 2009, il a été consultant pour plusieurs organisations internationales.
Entre 2010 et 2014, il a travaillé pour la fondation internationale National Democratic Institute (NDI), d'abord comme responsable du programme électoral en Haïti (2010 - 2011), puis comme premier directeur du bureau au Honduras (2011 - 2014). Pendant son mandat, il a développé un vaste programme de formation et de recherche sur les partis en partenariat avec des institutions de premier plan telles que l'Université nationale autonome du Honduras et le Centre d'études et de documentation du Honduras.
Entre 2014 et 2015, il a été directeur du Centre de conseil et de promotion électorale (CAPEL) de l'Institut interaméricain des droits de l'homme (IIDH), le secrétariat exécutif des organismes électoraux des Amériques, regroupés au sein de l'Union interaméricaine des organismes électoraux (UNIORE).
Parallèlement, il a travaillé comme professeur d'université à l'Universidad Mayor de San Andrés (UMSA, 1995 - 2006) et à l'Universidad Católica Boliviana (UCB, depuis 2000 et jusqu'à présent.), toutes deux situées dans la ville de La Paz.
Entre 2004 - 2016, il a participé à des missions d'observation électorale dans une quinzaine de pays d'Amérique latine et du Maghreb, notamment avec l'Organisation des États américains , UNIORE - CAPEL, NDI et le Centre Carter. Depuis 1992, il a donné des conférences dans une vingtaine de pays d'Europe et d'Amérique latine.
En novembre 2019, il a été nommé Vocal du Tribunal suprême électoral (TSE) par la présidente Jeanine Añez, et a prêté serment à la présidente de l'Assemblée législative plurinationale; c'est la sénatrice Eva Copa qui a présidé la cérémonie d'affectation. En décembre de la même année, après la convocation, la sélection, l'élection et la prise de possession des six membres du TSE, la Chambre plénière a élu Salvador Romero Ballivián comme président et María Angélica Ruíz Vaca Díez comme vice-présidente de la plus haute instance du corps électoral.

## Ouvrages
- Reformas, conflictos y consensos (1999).
- Geografía electoral de Bolivia (2003).
- Razón y sentimiento (2003).
- El tablero reordenado: análisis de la elección presidencial 2005 (2007).
- Atlas electoral latinoamericano (2007).
- Diccionario biográfico de parlamentarios 1979 – 2009 (2009). Deuxième édition 2018.
- Mi padre, última tarde y otras crónicas (2014)
- Mañana después del diluvio mí amor (2016)
- Elecciones en América Latina (2021)